# Dendyidae
Dendyidae is een familie van sponsdieren uit de klasse van de Calcarea (kalksponzen).

## Geslachten
- Dendya Bidder, 1898
- Soleneiscus Borojevic, Boury-Esnault & Vacelet, 1990